# Franz Friedrich Ernst Brünnow

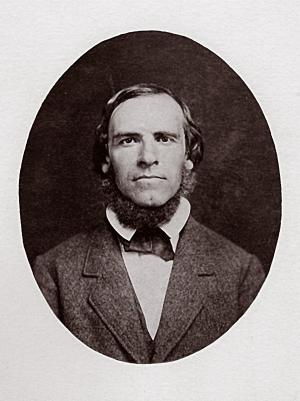
Franz Friedrich Ernst Brünnow (1821–1891)
Astronom

Franz Friedrich Ernst Brünnow (* 18. November 1821 in Berlin; † 20. August 1891 in Heidelberg) war ein deutscher Astronom.
Seine Eltern waren der Geheime Kanzleirat Johann Brünnow und dessen erste Ehefrau Wilhelmine Weppler.
Brünnow studierte zunächst Mathematik, Physik und Astronomie an der Universität Berlin und promovierte 1843 mit der Arbeit De attractione moleculari. Anschließend arbeitete er bei Johann Encke an der Berliner Sternwarte und wurde kurze Zeit darauf (1847) zum Direktor der Sternwarte Bilk (heute ein Stadtteil von Düsseldorf) berufen. 1851 kehrte er als erster Observator an die Sternwarte nach Berlin zurück.
1854 ging Brünnow in die USA nach Ann Arbor (Michigan), wo er Direktor der neu zu errichtenden Sternwarte  wurde. In Ann Arbor und später in Albany, wo er von 1859 bis 1860 als stellvertretender Direktor des Dudley-Observatoriums angestellt war, gab er eine astronomische Zeitschrift heraus, die Astronomical Notices.
1863 kehrte Brünnow nach Europa zurück und übernahm 1866 als königlicher Astronom für Irland und Professor für Astronomie am Trinity College in Dublin die Leitung der dortigen Sternwarte.
1874 zog er sich ins Privatleben zurück. Franz Friedrich Ernst Brünnow starb am 20. August 1891 in Heidelberg. Sein Grabstein befindet sich noch heute auf dem Heidelberger Bergfriedhof.
Er heiratete 1857 Rebecca Lloyd, geborene Tappan, Tochter des Präsidenten der Universität von Ann Arbor Henry Philip Tappan. Deren einziger Sohn war der Orientalist Rudolf Ernst Brünnow.
1996 wurde der Asteroid (6807) Brünnow nach ihm benannt.

## Werke
- Mémoire sur la comète elliptique de De Vico. (Amsterdam 1849)
- Lehrbuch der sphärischen Astronomie. (Berlin 1851), bei Google Bücher
- Lehrbuch Kartenentwurfslehre, ca. 1870